# Església de fusta de Kaupanger

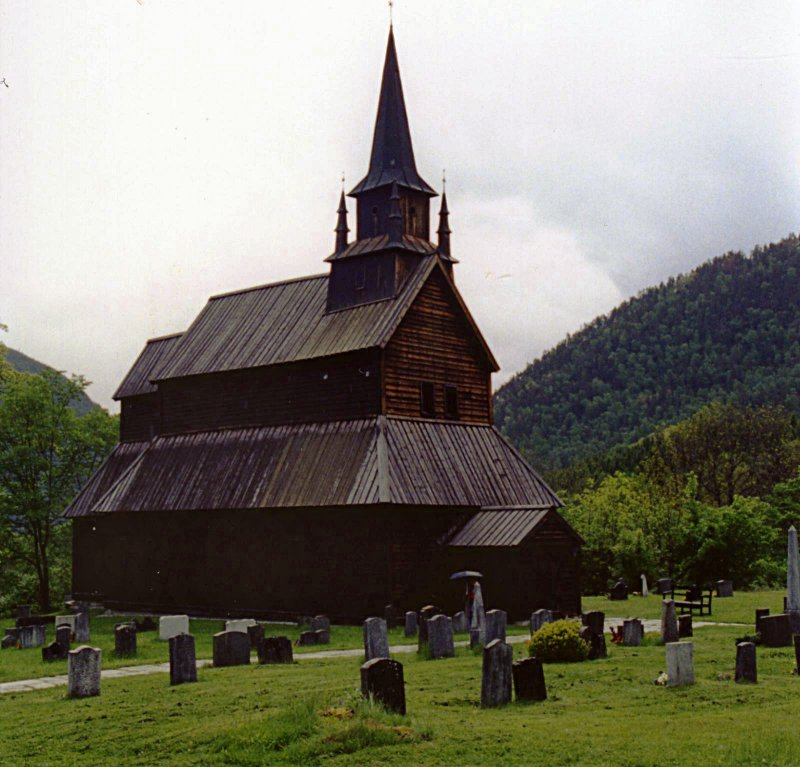
Església de fusta de Kaupanger.

L'església de fusta de Kaupanger, en la localitat del mateix nom, a Noruega, és una stavkirke del segle xii. És la més gran entre totes les stavkirke de la província de Sogn og Fjordane. Encara que pertany a la Societat per a la Conservació de Monuments Antics Noruecs, és també una parròquia de l'Església de Noruega.
És una stavkirke de tipus B. Tant la nau com el cor estan dividits cadascun en una sala central i un deambulatori que envolta a aquesta. Aquesta divisió és evident des de l'exterior per l'escalonament del sostre: un nivell correspon al sostre de la sala central i l'altre, més baix, al deambulatori. La nau és rectangular i és suportada per 22 pals (staver), 8 a cada costat llarg, i 3 en cada costat curt. El cor és de menor amplària.
Sobre la nau, hi ha una torre occidental quadrada de dos cossos amb una cuculla piramidal envoltada de quatre pinacles. A l'occident de la nau, a l'entrada, hi ha un petit porxo (våpenhus).
L'església es troba sobre les ruïnes del que podrien haver estat dues esglésies de pals. Kaupanger va ser un poblat comercial que el rei Sverre I va incendiar l'any 1184 per castigar els seus habitants, que l'havien desobeït. Va haver-hi un temps la creença que la stavkirke d'aquest temps havia estat arrasada per les flames, d'acord amb les troballes arqueològiques de la dècada de 1960, que van revelar l'existència de restes cremades de fusta sota l'actual església. Així, es va creure que l'actual església degué ser construïda cap a l'any 1190 No obstant això, recerques més recents van canviar aquestes creences, doncs els estudis de dendrocronologia van determinar que la fusta va ser tallada l'any 1137. A més, la Saga de Sverre no esmenta la destrucció de l'església durant l'incendi del poble. Ara, s'assumeix que la construcció data d'aproximadament el 1150, encara que potser des del 1200 se li van fer remodelacions.
S'han succeït diversos projectes de restauració tant en l'exterior com a l'interior, però independentment dels canvis, s'ha preservat la construcció medieval. L'última remodelació va succeir entre 1959 i 1965. El retaule, el púlpit i la pila baptismal són del segle xvii.